# Gondal (royaume imaginaire)
Pour les articles homonymes, voir Gondal (homonymie).

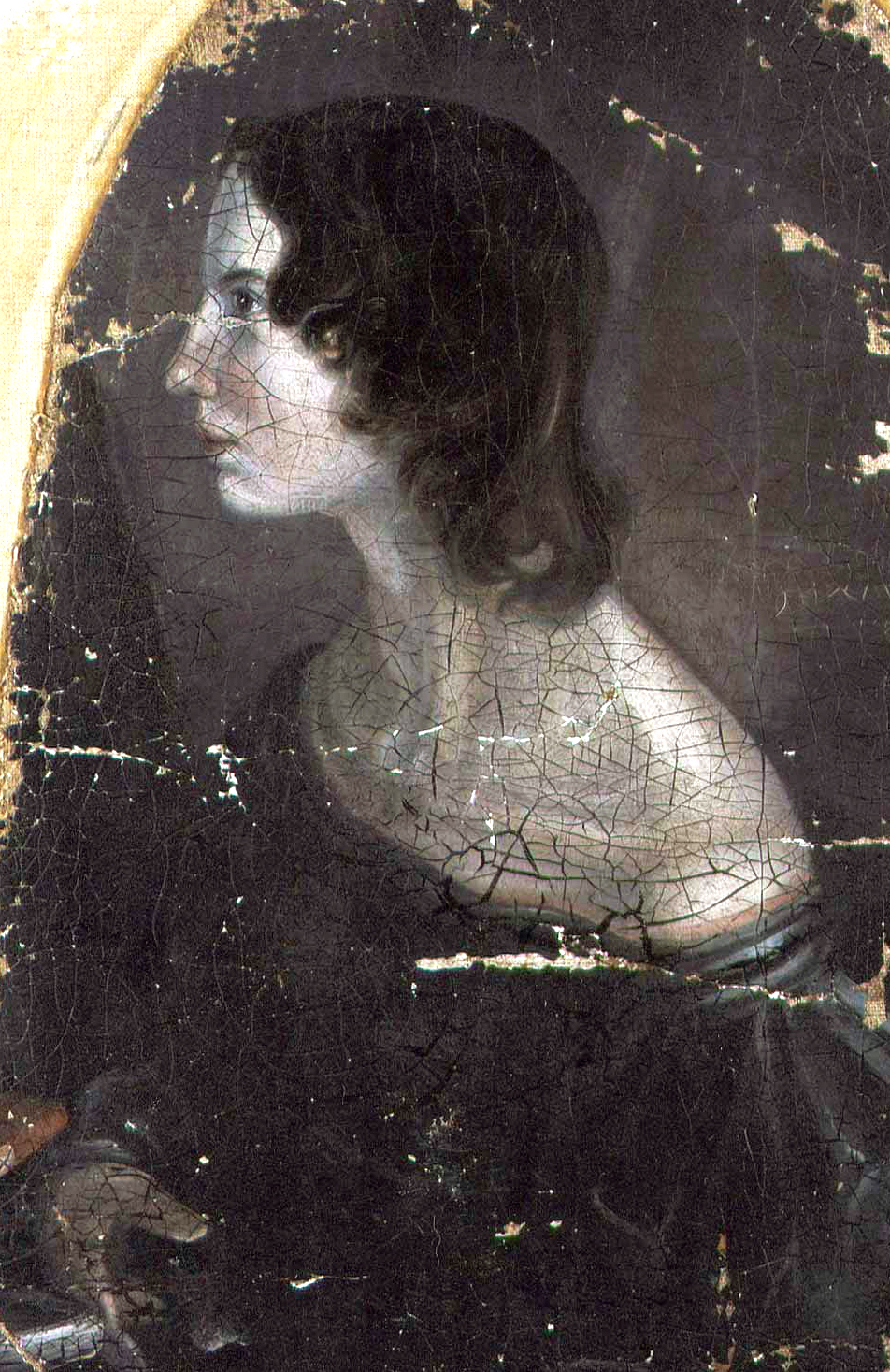
Portrait d'Emily, peint par son frère Branwell.

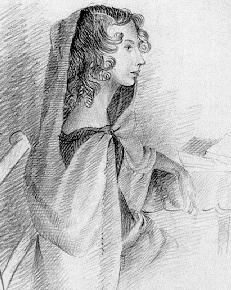
Portrait au crayon d'Anne, dessiné par sa sœur Charlotte.

Gondal est le royaume imaginaire créé, aux alentours de 1831, par Emily et Anne Brontë, lorsqu'elles « font sécession » de la « confédération de la Ville de verre » (Glass Town Confederacy) créée par elles-mêmes, Charlotte et Branwell Brontë, afin de créer leur propre monde, Gondal, dirigé par une femme. 
Après cette sécession, Glass Town connaît une crise politique majeure entraînant son abandon par Charlotte et Branwell en faveur du royaume d'Angria.
Les poèmes écrits par Emily pour Gondal ont été plus tard repris dans ses Poèmes complets. 
Il semble que les « little books », les originaux touchant à Gondal, aient été détruits par Emily. 

## Origine
Comme dans le cas d'Angria, Gondal trouve son origine dans la « confédération de la Ville de verre » (Glass Town Confederacy), imaginée dès leur enfance par la fratrie des Brontë :
Glass Town est fondée lorsque douze soldats de bois sont offerts à Branwell Brontë par son père Patrick Brontë, au début de juin 1826. S'il a aussi acheté également des jouets pour Charlotte, Emily et Anne, ce sont les soldats qui enflamment instantanément l'imagination des enfants, qui en choisissent chacun un et lui donnent un nom. 
Cependant, ce n'est qu'au cours d'une froide journée de décembre 1827 que le monde prend vraiment forme, lorsque Charlotte propose que chacun possède et administre « son » île, et que Branwell reprend immédiatement l'idée pour en tirer les potentialités. 
Ainsi naît la « confédération de la Ville de verre » (Glass Town Confederacy), où chacun administre un territoire précis : Charlotte a la haute-main sur les destinées de Wellington, Branwell sur Sneaky, Emily sur Parry, et Anne sur Ross. 
Respectivement à treize et onze ans, au moment où Charlotte s'en va étudier à Roe Head, Emily et Anne commencent à « faire sécession », et cessent de participer à la confédération de la Ville de verre (Glass Town Confederacy) pour créer leur propre monde, Gondal, dirigé par une femme.
Le premier document que l'on connaisse qui évoque Gondal est daté du 24 novembre 1834.

## Les caractères particuliers du royaume de Gondal
Le peu de manuscrits qu'il reste aujourd'hui du cycle de Gondal rend très difficile son analyse.
On sait que Gondal est une grande île située dans le nord de l'Océan Pacifique, qui a colonisé Gaaldine, une île du sud de l'Océan Pacifique, dont le climat est plus clément que celui, plutôt rude, que connaît Gondal. 
Pays de lacs, de montagnes, de côtes rocheuses, de bruyères et de neige, Gondal rappelle plus le Yorkshire, cher à Emily, ou encore l'Écosse, que le climat tropical de Glass Town ou d'Angria,. Gondal apparaît donc comme un retour aux sources, proche de l'île choisie en 1827 par Emily (alors âgée de 9 ans), l'île d'Arran en Écosse.
Les mœurs sont plus austères à Gondal qu'à Verdopolis (la capitale de la Confédération), et le laxisme moral n'a plus cours à Gondal. 
Cependant, dans ce royaume imaginaire dirigée par la reine Augusta Geraldine Almeda (« AGA »), les interactions entre Emily Brontë et sa sœur Anne semblent avoir été très en deçà de celles qui ont présidé au destin de la « confédération de la Ville de verre » (Glass Town Confederacy), puis du royaume d'Angria. Emily est l'inspiratrice de ce monde, mais chacune des deux sœurs écrit ses poèmes dans le cadre défini de façon indépendante, même si chacune tient l'autre au courant de ses projets.
Toujours à la différence de Glass Town, il n'existe ni personnage commun aux deux sœurs dans Gondal, ni scénario doté d'une chronologie, pouvant structurer les apports de chacune. Entre 1835 et 1845, Emily et Anne sont souvent séparées et ne se retrouvent qu'à Noël et pendant les vacances. Alors seulement peuvent-elles travailler ensemble
.

## Évolution et postérité
Les poèmes qu'Emily compose pour Gondal sont d'abord et avant tout écrit pour elle-même. Emily, quelle que soit la qualité de sa poésie, n'accorde pas d'importance à la survie de ses poèmes, mais au seul fait de les avoir écrits. En témoigne la fureur durable qui s'empare d'elle lorsque Charlotte, émerveillée, découvre par hasard et lit certains de ses poèmes de Gondal.
Cependant, après avoir non sans mal convaincu Emily. Charlotte Brontë trouve en Aylott & Jones un éditeur acceptant un ensemble de poèmes choisis des trois sœurs, mais à compte d'auteur. L'ouvrage paraît en 1846 sous les pseudonymes masculins de Currer (pour Charlotte), Ellis (pour Emily) et Acton (pour Anne) Bell, patronyme peut-être copié sur celui du vicaire, Arthur Bell Nicholls, de leur père Patrick Brontë.
D'autre part, les poèmes écrits par Emily pour Gondal portent en germe les personnages de Wuthering Heights, son roman et son œuvre la plus connue.
À la différence d'Angria, le contenu de Gondal n'est guère connu qu'au travers des poèmes d'Emily et d'Anne (et encore, sans qu'il soit toujours possible de les situer). En effet, la presque totalité des manuscrits a disparu, sans doute détruits par Emily, peu soucieuse de la postérité.